# Drama (genre)

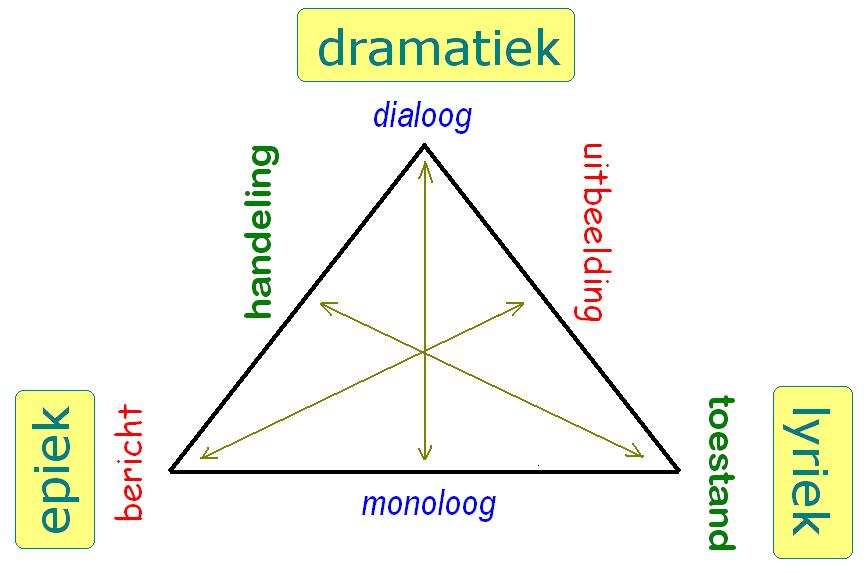
De driehoek van Petersen.

Drama of dramatiek (afgeleid van het Oudgriekse woord δράμα ("drama") dat "handeling" betekent) is een literair genre waarbij door middel van woord en gebaar een conflictsituatie wordt uitgebeeld voor een publiek. Het woord drama wordt gebruikt om toneelstukken, boeken, films, televisieprogramma's en andere vormen van fictie te karakteriseren, waarin bepaalde persoonlijke ontwikkelingen van een of meer personages centraal staan. Een drama behandelt doorgaans een emotioneel thema, waardoor de kijker of lezer zich in de personages kan inleven en zich met hen kan identificeren.
Binnen het toneel vertoont het drama talrijke afsplitsingen, waarvan de belangrijkste het blijspel en het treurspel zijn. Hoewel drama een synoniem is van toneelstuk, wordt het gebruik van de term soms beperkt tot het ernstige toneel.

## Kenmerken
Bij een drama wordt door middel van woord (gesproken of gezongen) en gebaar (zoals dans, mimiek) een menselijke conflictsituatie uitgebeeld. De handeling heeft gewoonlijk een causaal verloop.
De dramatiek geldt als een van de poëtische genres naast epiek en lyriek, waarvan het zich onderscheidt door de zelfstandigheid van de optredende personages (die zich als het ware van de scheppende dichter hebben losgemaakt). In de driehoek van Petersen kunnen epiek, lyriek en dramatiek met elkaar worden vergeleken.
Het noodzakelijke gevolg van het op schrift gestelde drama is de opvoering (in theaterverband), zodat de bestudering ervan zowel onder de literatuur- als onder de theaterwetenschap ressorteert. Beschouwd vanuit het theater is het geschreven woord evenwel geen dwingende noodzaak: er bestaat ook gedanst en gemimeerd theater.
Omdat sinds het einde van de twintigste eeuw buiten de tekst vaak ook andere theaterelementen bepalend werden, wordt er tegenwoordig wel een onderscheid gemaakt tussen dramatisch en postdramatisch theater.
De kenmerken van het Griekse drama zijn:
- Er is een koor van meerdere personen (uitsluitend mannen)
- Er zijn één of twee personen die de hoofdrol spelen
- Het hele drama bestaat uit een dialoog die met bescheiden muziekbegeleiding werd gezongen. Dit gedialogeerde "lied" is als het moderne toneel: er wordt namelijk gereageerd, gerepliceerd op de ander.
- Het is altijd opgebouwd uit bedrijven of epeisodia (meestal vijf), met daartussen steeds een lied van het koor (stasimon), dat nauw verband houdt met de algemene inhoud van het drama.

## Geschiedenis
Vermoedelijk is het drama zo ontstaan:
In het oude Griekenland werden er oorspronkelijk, binnen het kader van de eredienst voor de god Dionysos, zangwedstrijden gehouden waaraan alleen koren van mannen konden deelnemen. De winnaar van deze zangwedstrijd kreeg een bokje (“tragos”) mee naar huis als beloning. Voor deze zangwedstrijden werd een geïmproviseerd terrein klaargemaakt met een "dansvloer" en daar omheen in een halve cirkel de zitplaatsen voor toeschouwers. Op een gegeven moment maakte één hoofdpersoon zich los van het zanggroepje en voerde met de rest van het koor een lied uit met een vraag-antwoord-spel. Dat was de oervorm van de voor het drama kenmerkende dialoog.
In Athene werd, aan de voet van de Akropolis, in een heiligdom aan Dionysos gewijd, een permanent theatron aangelegd. Het Griekse drama was geboren. Een trilogie van drie opeenvolgende treurspelen werd afgesloten met een satirisch "satyr-drama".
Het religieuze karakter van de opvoeringen verklaart ook waarom in het oude Griekenland theaters vaak dicht bij grote tempels voor een of meer goden werden gebouwd.
Enkele bekende Griekse dramaschrijvers zijn:
- de treurspeldichters
  - Aeschylus
  - Sophocles
  - Euripides
- de blijspeldichters
  - Aristophanes
  - Menander